# Black Bile
Black Bile ist eine finnische Industrial- und Alternative-Metal-Band aus Helsinki, die 2007 gegründet wurde.

## Geschichte
Die Band wurde 2007 von Henri Kuittinen gegründet. Neben dem Songwriting übernimmt Kuittinen auch die E-Gitarre, den Synthesizer, den Gesang, das Sampling und die Musikprogrammierung. Die Band erhielt im Dezember des Jahres als erste Gruppe mit englischsprachigen Texten einen Plattenvertrag bei Sakara Records, einem Label das von Mitgliedern von Mokoma betrieben wird. Die Besetzung hatte sich mittlerweile auf ein Quintett ausgeweitet. In den Sound Supreme Studios in Hämeenlinna wurde mit dem Produzenten Janne Saksa das Debütalbum Great Ape Language aufgenommen. Nachdem es von Mika Jussila in den Finnvox Studios gemastert worden war, erschien es im April 2008.

## Stil
Valtteri von germaniac.com stellte in seiner Rezension zum Album fest, dass die Band Metal spielt und dabei unter anderem Einflüsse aus dem Industrial, Post-Punk, New Wave und Pop verarbeitet. Für ihn gestaltete sich das Album dabei interessant und komplex. Da man in der Musik sehr viele Einflüsse verarbeite, sei es zunächst schwer sich einzuhören, jedoch vermische man diese Elemente zu einem eigenen Stil. In den Songs stünden dabei krachende Riffs, düstere und sentimentale akustische Gitarren und minimale elektronische Elemente in einem Wechsel. Am stärksten vorhanden seien jedoch depressive und melancholische Klänge. Gelegentlich verarbeite man auch Elemente aus dem Death Metal. Mark Holmes von metal-discovery.com stellte auf dem Album ebenfalls eine melancholische Grundstimmung fest. In den Songs verarbeite die Gruppe untere anderem Versatzstücke aus dem Industrial, Post-Rock, Thrash Metal, Death Metal und Hardcore Punk. Er stellte Gemeinsamkeiten zu Katatonia, The Beatles und Pink Floyd fest. Zudem käme in den Songs Palm Muting zum Einsatz.

## Diskografie
- 2008: Great Ape Language (Album, Sakara Records)
- 2008: Valerian (Single, Sakara Records)
- 2011: Ascent Vol. 1 (EP, Eigenveröffentlichung)